# Michael Francis O'Halloran
Michael Francis O'Halloran (Glasgow, 6 gennaio 1991) è un calciatore scozzese, centrocampista del Dunfermline.

## Carriera

### Club
Nel 2013 passa dal Bolton al St. Johnstone, squadra della massima serie scozzese.
Nel febbraio 2016 scende di categoria passando ai Rangers.

### Nazionale
Ha giocato nella nazionale scozzese Under-19.
Il 29 febbraio 2012 ha preso parte a Scozia-Paesi Bassi Under-21 valevole per le qualificazioni agli Europei 2013 di categoria.

## Palmarès

### Club

#### Competizioni nazionali
- Coppa di Scozia: 2

St. Johnstone: 2013-2014, 2020-2021
- Scottish Championship: 1

Rangers: 2015-2016
- Scottish Challenge Cup: 1

Rangers: 2015-2016
- Coppa di Lega scozzese: 1

St. Johnstone: 2020-2021